# Christian Casadesus
Pour les articles homonymes, voir Casadesus.
Pour les autres membres de la famille, voir Famille Casadesus.
Christian Casadesus est un comédien français, né à Paris XVIIIe le 26 décembre 1912 et mort le 6 mars 2014  à Villeneuve-Saint-Georges,.

## Biographie
Fils du compositeur Henri Casadesus et de la harpiste Marie-Louise Beetz, il débute au cinéma en 1930. Il fait le conservatoire d'art dramatique dans la classe de Louis Jouvet et débute au théâtre en 1937. Il est mobilisé en 1939 pendant la drôle de guerre. En 1942, il joue Hamlet de Shakespeare au Théâtre Hébertot.
Nadine Farel prend la direction de la Compagnie du Regain de 1941 à 1945  à la demande de Christian Casadesus. Pour sa première tournée en 1941 la Compagnie présente Don Juan, Les précieuses ridicules, Les caprices de Marianne. Une partie de la recette est versée au comité de la presse parisienne pour aider les prisonniers de guerre et leurs familles.
En 1948, il dirige un club de jazz, Le Club Saint-Germain, animé par Juliette Gréco et Boris Vian. Il apparaît une dernière fois sur le grand écran en 1953 dans Si Versailles m'était conté… de Sacha Guitry, où il joue le rôle de Philibert Le Roy. Après avoir dirigé dans les années 1950 et 1960 le Théâtre de l'Ambigu-Comique, il assure plusieurs missions pour le ministère des affaires culturelles.
Il est le frère de la comédienne Gisèle Casadesus et l'oncle du chef d'orchestre Jean-Claude Casadesus. Il est divorcé de la chanteuse Micheline Ramette (1935-2019) dont il a eu en 1959 Frédérick Casadesus, devenu journaliste.

## Filmographie[4]
- 1930 : Le Capitaine Jaune d'Anders-Wilhelm Sanolberg
- 1930 : Deux fois vingt-ans de Charles-Félix Tavano : Albéric
- 1932 : Coups de roulis de Jean de La Cour : un officier
- 1932 : Hôtel des étudiants de Victor Tourjanski : Jacques
- 1933 : L'Étoile de Valencia de Serge de Poligny : le lieutenant Diaz
- 1933 : Rothchild de Marco de Gastyne : Marcel
- 1953 : Si Versailles m'était conté… de Sacha Guitry : Philibert Le Roy

## Théâtre[3]
- 1937 : Les Borgia, famille étrange d'André Josset, mise en scène René Rocher, Théâtre du Vieux-Colombier
- 1942 : Hamlet d'après William Shakespeare mise en scène Pierre Bertin, Théâtre Hébertot
- 1943 : Lorenzaccio d’Alfred de Musset mise en scène Pierre-Jean Delbos
- 1950 : Hamlet d'après William Shakespeare mise en scène Paul Œttly